# Calea ferată Dej–Jibou–Zalău
Calea ferată Dej–Jibou–Zalău este o cale ferată principală în România. Ea traversează nordul Transilvaniei și Crișana, pe valea râului Someș.

## Istoric
Calea ferată a fost construită la sfârșitul secolului al XIX-lea, pe teritoriul Ungariei din componența Imperiului Austro-Ungar. În anul 1887 a fost deschisă circulației Calea ferată Carei–Zalău. Traseul descris aici a realizat o conexiune cu rețeaua feroviară din nordul Transilvaniei și a făcut ca orașul Dej (în maghiară Dés) să devină un nod de cale ferată. Construcția a fost realizată de compania privată Szamosthalbahn. Calea ferată a fost inaugurată în anul 1890.
La sfârșitul primului război mondial, Transilvania a devenit parte componentă a României, iar căile ferate din Transilvania au fost preluate de compania feroviară română de stat CFR. În urma Dictatului de la Viena (1940), teritoriul Transilvaniei a fost împărțit între România și Ungaria, iar acest traseu feroviar a trecut temporar pe teritoriul Ungariei. În 1944 calea ferată a redevenit românească.

## Situație actuală
Calea ferată Dej–Jibou–Zalău este neelectrificată; pe porțiunea de la Dej la Ileanda este cu linie dublă și apoi cu linie simplă. Tronsonul de la Dej la Jibou este o parte a traseului feroviar între Brașov și Satu Mare; pe aici trec zilnic mai multe trenuri InterRegio. De asemenea, această conexiune prezintă importanță și pentru traficul de mărfuri. Tronsonul de la Jibou la Zalău este mai puțin circulat.

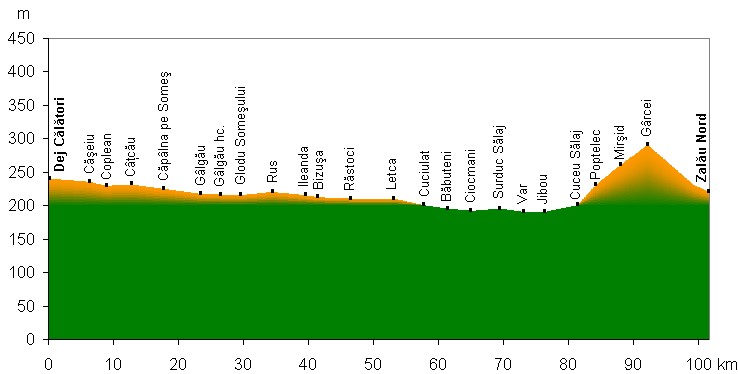
Profilul la înălțime al căii ferate